# Mistrzostwa Panamerykańskie w Judo 2004
39. Mistrzostwa panamerykańskie w judo odbywały się w dniach 19-24 kwietnia 2004 roku na Margaricie. W tabeli medalowej tryumfowali judocy z Brazylii.

## Klasyfikacja medalowa
| Miejsce | Państwo           |    |    |    | Razem |
| ------- | ----------------- | -- | -- | -- | ----- |
| 1       | Brazylia          | 6  | 4  | 1  | 11    |
| 2       | Wenezuela         | 5  | 2  | 3  | 10    |
| 3       | Kuba              | 4  | 3  | 7  | 14    |
| 4       | Stany Zjednoczone | 2  | 2  | 3  | 7     |
| 5       | Dominikana        | 1  | 0  | 4  | 5     |
| 6       | Argentyna         | 0  | 3  | 4  | 7     |
| 7       | Ekwador           | 0  | 2  | 1  | 3     |
| 8       | Kolumbia          | 0  | 1  | 3  | 4     |
| 9       | Kanada            | 0  | 1  | 2  | 3     |
| 10      | Portoryko         | 0  | 0  | 2  | 2     |
| 11      | Salwador          | 0  | 0  | 1  | 1     |
| .       | Haiti             | 0  | 0  | 1  | 1     |
| .       | Meksyk            | 0  | 0  | 1  | 1     |
| .       | Urugwaj           | 0  | 0  | 1  | 1     |
| Razem   | Razem             | 18 | 18 | 34 | 70    |

## Medaliści

### Mężczyźni
| Konkurencja: | Złoto:               | Srebro:            | Brąz:                             |
| −55 kg       | Robert Gómez         | Mariano Russo      | Johnny Guaca Daniel Martínez      |
| −60 kg       | Reiver Alvarenga     | Gonzalo Ibáñez     | Modesto Lara Ángelo Gómez         |
| −66 kg       | Leandro Cunha        | Yordanis Arencibia | Justin Flores Melvin Méndez       |
| −73 kg       | Jimmy Pedro          | Richard León       | Rodrigo Lucenti Rubert Martínez   |
| −81 kg       | Flávio Canto         | Gabriel Arteaga    | Ariel Sganga Álvaro Paseyro       |
| −90 kg       | Carlos Honorato      | Brian Olson        | Eduardo Costa Yosvane Despaigne   |
| −100 kg      | Oreidis Despaigne    | Mário Sabino       | Rhadi Ferguson Andrés Loforte     |
| ponad 100 kg | Leonel Wilfredo Ruíz | Daniel Hernandes   | Joel Brutus Rigoberto Trujillo    |
| Open         | Carlos Honorato      | Juan Díaz          | Rigoberto Trujillo Franklin Pérez |

### Kobiety
| Konkurencja: | Złoto:             | Srebro:             | Brąz:                               |
| −44 kg       | Johana Brizuela    | Andrea Collazos     | ----                                |
| −48 kg       | Yamila Zambrano    | Daniela Polzin      | Carolyne Lepage Lisseth Orozco      |
| −52 kg       | Amarilis Savón     | Charlee Minkin      | María García Flor Velázquez         |
| −57 kg       | Danielle Zangrando | Yurisleidys Lupetey | Yadinis Amaris Jessica García       |
| −63 kg       | Ronda Rousey       | Érica Moraes        | Audrey Puello Marie-Hélène Chisholm |
| −70 kg       | Anaysis Hernández  | Elizabeth Copes     | Christina Yannetsos Diana Chalá     |
| −78 kg       | Edinanci da Silva  | Lorena Briceño      | Yalennis Castillo Keivi Pinto       |
| ponad 78 kg  | Giovanna Blanco    | Carmen Chalá        | Priscila Marques Vanessa Zambotti   |
| Open         | Giovanna Blanco    | Carmen Chalá        | Verónica Mendoza Yalennis Castillo  |